# Iryna Vereščuk
Iryna Andrïïvna Vereščuk (in ucraino Ірина Андріївна Верещук?; Rava-Rus'ka, 30 novembre 1979) è una politica ucraina, dal 4 novembre 2021 Vice primo ministro dell'Ucraina e ministro per il reinserimento dei territori temporaneamente occupati nel corso del  conflitto russo-ucraino.

## Biografia
Vereščuk è nata il 30 novembre 1979 a Rava-Ruska, nell'Oblast' di Leopoli. Nel 1997 ha concluso la scuola secondaria a Rava-Ruska con lode (medaglia d'oro). Dal 1997 al 2002 ha studiato presso l'Istituto Militare del Politecnico di Leopoli, dove si è laureata con una specializzazione in “Informazione Internazionale”. Dopo essersi diplomata alla scuola militare, Vereščuk ha prestato servizio come ufficiale nell'esercito ucraino per cinque anni. 
Dal 2002 al 2006 ha studiato presso l'Università di Leopoli, dove si è laureata in Giurisprudenza. Da maggio 2007 a giugno 2008 ha lavorato come avvocato presso il Comune di Rava-Ruska, sua città natale. Dal 2008 al 2010, Vereščuk ha studiato presso l'Istituto regionale di amministrazione statale di Leopoli dell'Accademia nazionale per la pubblica amministrazione sotto il presidente dell'Ucraina.
In conformità con i suoi risultati accademici, nell'estate del 2009 ha svolto un tirocinio presso l'Ufficio del Gabinetto dell'Ucraina, quindi è stata aggiunta al pool di dipendenti del Gabinetto dell'Ucraina. Nel 2011 è diventata studentessa post lauream presso l'Istituto di amministrazione statale della regione di Leopoli dell'Accademia nazionale per la pubblica amministrazione sotto il presidente dell'Ucraina. 
Nel periodo 2015-2016, Vereščuk ha studiato in Polonia nell'ambito del programma Kirkland, in cui ha conosciuto l'esperienza di decentramento della Polonia. L'11 novembre 2015 ha discusso una tesi sul tema: "Meccanismo organizzativo e giuridico per migliorare la struttura amministrativa e territoriale dell'Ucraina" (prendendo come esempio le riforme condotte in Polonia) e ha conseguito una laurea in Scienze della gestione dello Stato.
Da settembre 2017 è PhD del Dipartimento di Scienze Politiche dell'Università Pedagogica Nazionale Drahomanov.

### Attività politica
Da giugno a ottobre 2010 è stata vice capo dell'amministrazione statale della regione di Zhovkva per le questioni umanitarie e la politica estera.
È stata eletta sindaco di Rava-Ruska il 30 ottobre 2010. All'epoca fu la più giovane sindaco donna in Ucraina, amministrando la città per cinque anni.
Vereščuk è stata candidata alle elezioni parlamentari del 2014 come indipendente, ottenendo il 4,46% dei voti (6º posto) nel 122º distretto elettorale dell'Ucraina (con sede a Javoriv) e perdendo le elezioni contro Volodymyr Parasyuk (che ha vinto con il 56,56% dei voti).
Dell'aprile 2016 al 2019, Vereščuk è stata presidente del Centro internazionale per gli studi e le pratiche di consenso sul Mar Nero e sul Baltico.
Nel 2019, Vereščuk è eletta deputata popolare nelle elezioni parlamentari ucraine del 2019 per il partito Servitore del popolo come numero 29 nella sua lista elettorale. In parlamento diventa presidente della sottocommissione per la sicurezza nazionale e la difesa del comitato della Verkhovna Rada per la sicurezza nazionale, la difesa e l'intelligence. Dal 4 settembre al 15 novembre 2019 è stata rappresentante del governo alla Verkhovna Rada (il parlamento ucraino). Ha rinunciato a questi incarichi nel novembre 2019.
Vereščuk è stata candidata di Servitore del popolo per la carica di sindaco di Kiev alle elezioni locali del 2020 del 25 ottobre 2020. Le elezioni di Kiev si concludono al primo turno con la rielezione del sindaco in carica Vitalij Klyčko mentre la Vereščuk giunge soltanto quinta.
Il 4 novembre 2021, Vereščuk è nominata vice primo ministro dell'Ucraina e ministro dei territori temporaneamente occupati e degli sfollati interni.

## Posizioni politiche

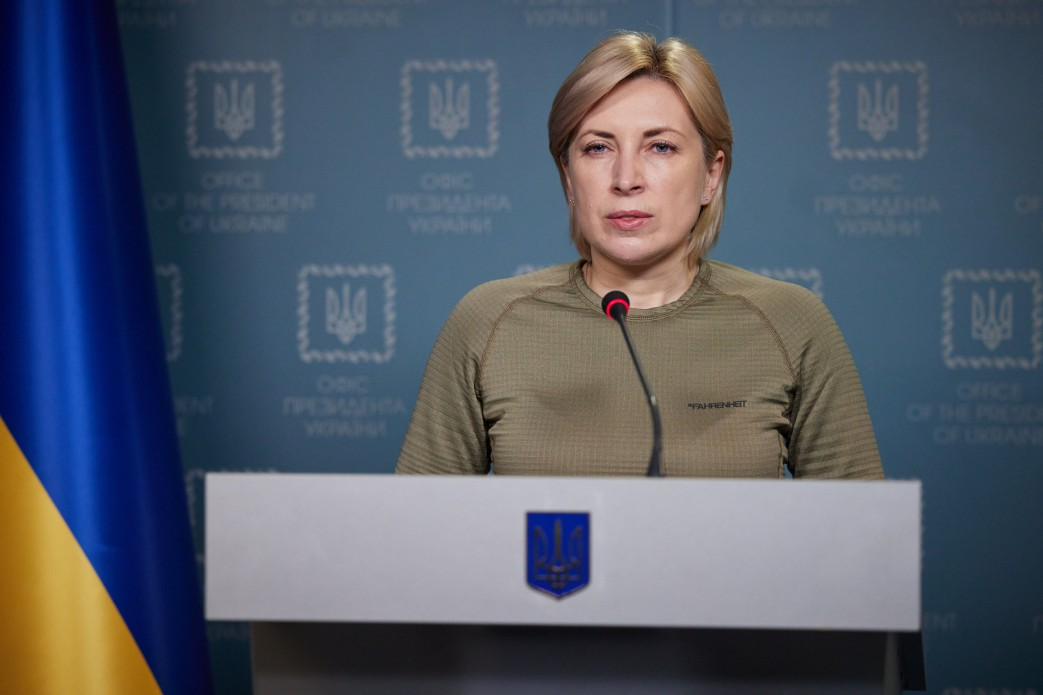
Vereščuk durante l'invasione russa dell'Ucraina nel 2022

Vereščuk nel 2013 dichiarò che desiderava che l'Ucraina avesse un presidente simile al russo Vladimir Putin, avendo questi "fatto del bene alla Russia".
Nel 2018 Vereščuk espresse la sua contrarietà all'esaltazione dell'idolo nazionalista ucraino Stepan Bandera da parte di "politici manipolatori che indossano camicie ricamate". Affermò, inoltre, che "dovrebbe essere chiaro che questa figura storica non troverà mai un posto nel pantheon degli eroi ucraini".
Prima di diventare il candidato di Servitore del Popolo alla carica di sindaco di Kiev nel 2020, Vereščuk dichiarò che il sindaco allora in carica, Vitalij Klyčko, era "un buon sindaco". Dopo la sua nomina disse che Klyčko avrebbe dovuto "comprendere meglio sia le persone sia i loro problemi".

## Vita privata
Vereščuk è sposata in seconde nozze e ha un figlio e un figlio d'altro letto.